# Le Défi de César
Le Défi de César  est une attraction de type Mad House du parc Astérix, située à Plailly, dans l’Oise, en France. Elle est ouverte le 5 avril 2008 dans la zone romaine du parc, entre la Via Antiqua et Romus et Rapidus.
L'histoire de l'attraction se développe autour de l'album Astérix légionnaire.

## Histoire
Après cinq ans sans nouveauté concrète, le parc Astérix débourse plus de 11 millions d'euros pour cette attraction,,. À l'époque, il s'agit de l'attraction la plus chère du parc ainsi que la première Mad House en France,.
Après l'ajout de diverses attractions sans rapport direct avec la bande dessinée, Le Défi de César emploie les personnages de l'univers d'Astérix et Obélix dans son scénario.
La conception de l'attraction est confiée entre autres au metteur en scène Alain Sachs. En amont, près de deux ans de travail et l'implication de 300 personnes sont nécessaires. La bande son est composée par Patrice Peyriéras qui a déjà fourni au parc les thèmes musicaux de la première saison hivernale, en 2007,. L'enregistrement des quatre thèmes musicaux voit la participation de 62 musiciens.
L'attraction est dotée de diverses techniques, modernes et anciennes, dans sa mise en scène. Dans la première salle de l'attraction, les visiteurs voient leur portrait modifié grâce au morphing. La deuxième salle montre pour la première fois les personnages d'Astérix en animation 3D. Albert Uderzo n'était jusqu'alors pas convaincu par ce procédé. Roger Carel, Robert Hossein ou encore Jean-Marie Bigard font partie de la distribution vocale,.
La technique du théâtre optique est utilisée pour une animation sur Obélix. Jacky
Beffroi — collaborateur de Muriel Hermine — est chargé de la scénographie aquatique des
thermes. Créés par les entreprises Aquatic Show et Blue Effect, des projections sur mur d'eau et un spectacle alliant son et lumières s'y tiennent. D'une durée sans pareille, Le Défi de César affiche 20 minutes.
Située au niveau de l'ancien relais bébé, la construction est supervisée par Productions du parc, les systèmes interactifs dans les pré-shows sont réalisés par Alterface, l'animatronique de César est une création de Sally Corporation et la Mad House est signée Mack Rides. Cette dernière est dotée de cinq écrans sur chacune des deux parois principales, cet élément est aussi inédit dans ce type d'attraction,. L'ouverture a lieu le 5 avril 2008.
La combinaison de la saison hivernale et de l'ouverture de la nouveauté Le Défi de César rencontrent le succès. La saison 2008 terminée, la direction du parc constate de très bons résultats avec l'augmentation de 11 % du chiffre d'affaires qui atteint 69 millions d'euros et un total de 1,8 million de visiteurs.
Au fil des années, les installations se dégradent au point que les premières salles finissent par être progressivement abandonnées, le public n'ayant plus accès qu'à la Mad House elle-même.
Alors que la saison 2024 démarre, l'attraction n'ouvre pas et finit même par disparaître du site Internet du parc. Le 5 octobre de la même année, à l'occasion de la période d'Halloween, l'endroit accueille la nouvelle maison hantée Les Enfers de Pompéi. Toutefois, quelques jours plus tard, Delphine Pons, directrice générale du parc depuis depuis 2021, déclare au cours d'une interview que l'attraction reviendra lors de la période de Noël de la même année, mais toujours qu'avec un accès à la dernière salle, les autres restant réservées à la maison hantée.

## Synopsis
Jules César recrute des espions pour ses opérations en Gaule et soumet ses recrues, qu'incarnent les visiteurs, à des épreuves pour les sélectionner. L'une d'entre elles, la quatrième, implique une traversée à bord d'une galère sur une mer agitée.